# Sankissa
Sankissa (en hindi: संकिशा; también Sankasia, Sankassa y Sankasya) fue una antigua ciudad de India. Cobró importancia en la época de Gautama Buda. Según una fuente budista, se encontraba a treinta leguas de Śrāvastī. Tras el paranirvāṇa (fallecimiento) de Buda Gautama, el rey Ashoka desarrolló este lugar e instaló en la ciudad uno de sus famosos Pilares de Ashoka, del que se conserva el capitel del elefante. También construyó una estupa y un templo conmemorativo de la visita de Buda. Este templo existe aún hoy y las ruinas de la estupa también están presentes como templo de Vishari Devi. Se dice que el nombre de Visahari Devi se da a la madre de Buda. Según los comentarios del Tipitaka, Buda descendió a la tierra tras predicar el Abhidhamma Pitaka en el paraíso Tavatimsa. Este acontecimiento sigue a la realización de los Dos Milagros bajo el árbol Gandamba

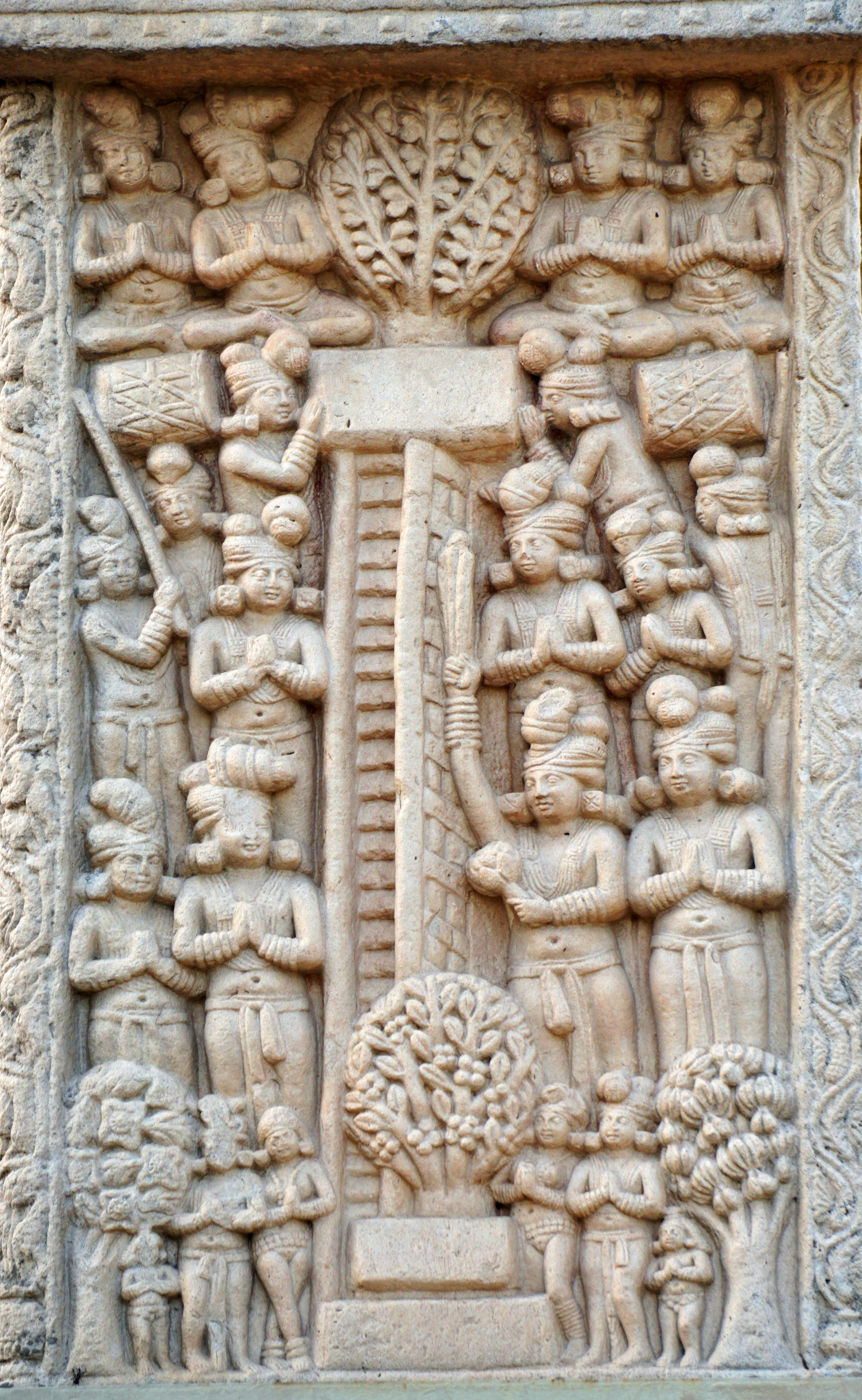
Descenso del suargá de Buda del Trayastrimsa en Sankissa.

## Capitel

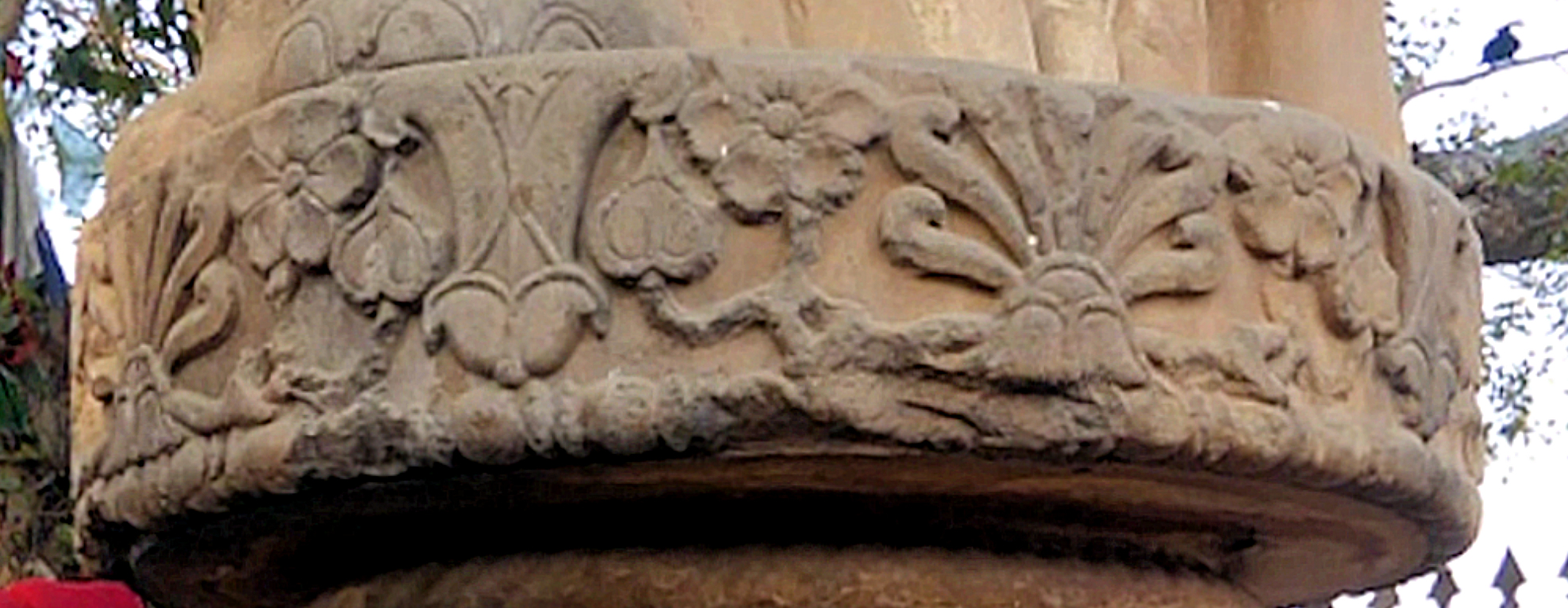
Ábaco de estilo helenístico-iraní.

Arqueológicamente, es más conocida por el descubrimiento del capitel de un plari de Ashoka que representa un elefante (aunque falta la trompa), que data del siglo III a. C.
Algunos autores, sin embargo, consideran que este pilar es anterior a Ashoka. Este tipo de pilar con un ábaco muy trabajado del tipo helenístico-iraní, hecho de loto y palmetas alternadas, y del que existen otros dos ejemplos en el pilar de Rampurva y el pilar de Allahabad, en el que solo se han registrado inscripciones de Ashoka muy torpemente elaboradas, lo que sugiere que los pilares ya llevaban algún tiempo erigidos cuando Ashoka comenzó a grabar sus edictos, y que el grabado se realizaba acrobáticamente sobre andamios o escaleras. Sin embargo, solo uno de estos pilares fue grabado por Ashoka, el de Allahabad, ya que los demás no fueron inscritos, lo que limita el alcance de esta afirmación.

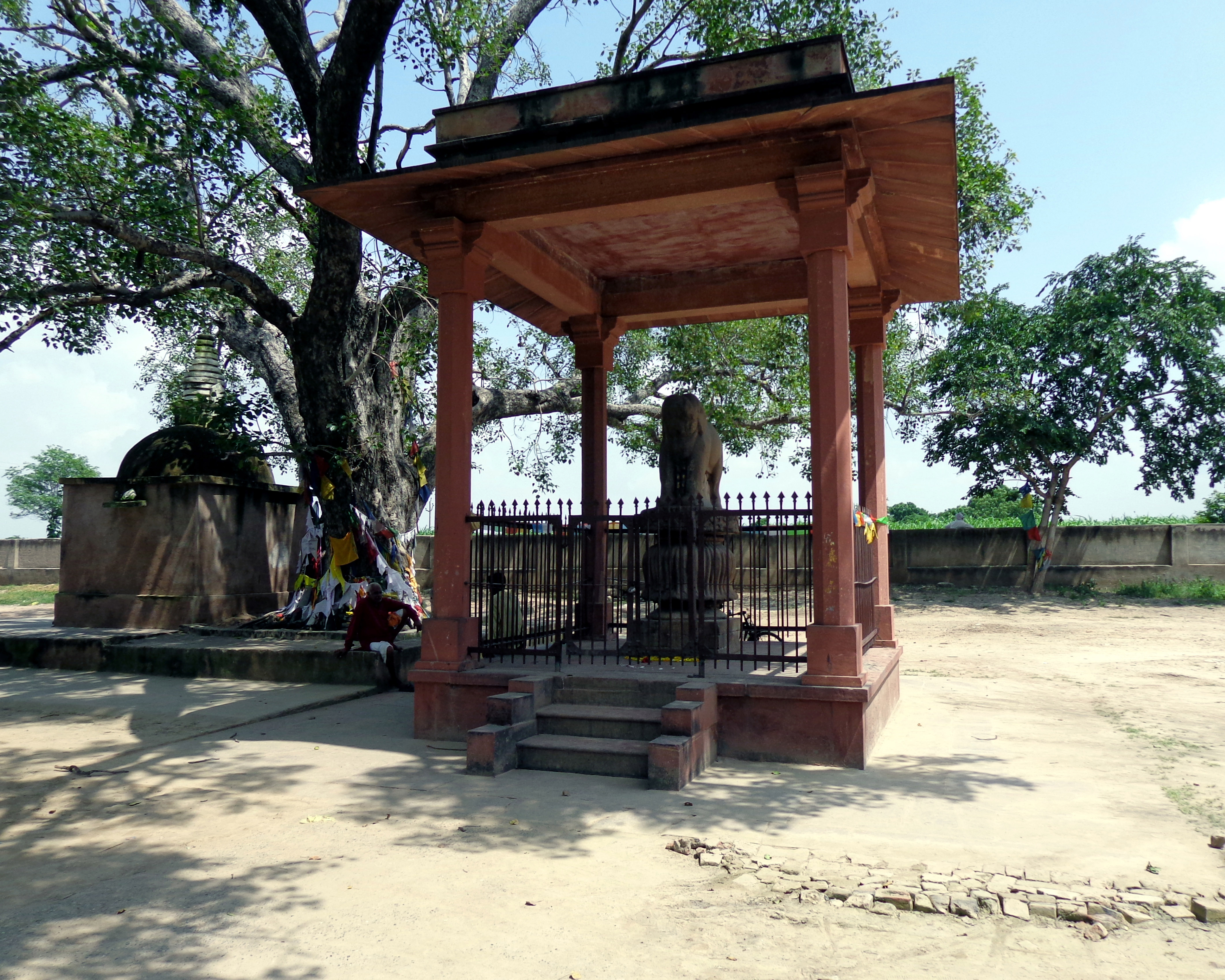
El elefante de Sankissa actual, bajo un dosel protector.

Por último, la superficie no está pulida, como tampoco lo está el toro de Rampurva. Esto también pone en duda la atribución de estas estatuas a la época de Ashoka, que también es conocido por sus estatuas con superficies pulidas y brillantes, como el capitel del león de Sarnath.
El peregrino chino Xuanzang en el siglo VII menciona un pilar de Ashoka con un león en Sankissa, pero no menciona un pilar con un elefante.

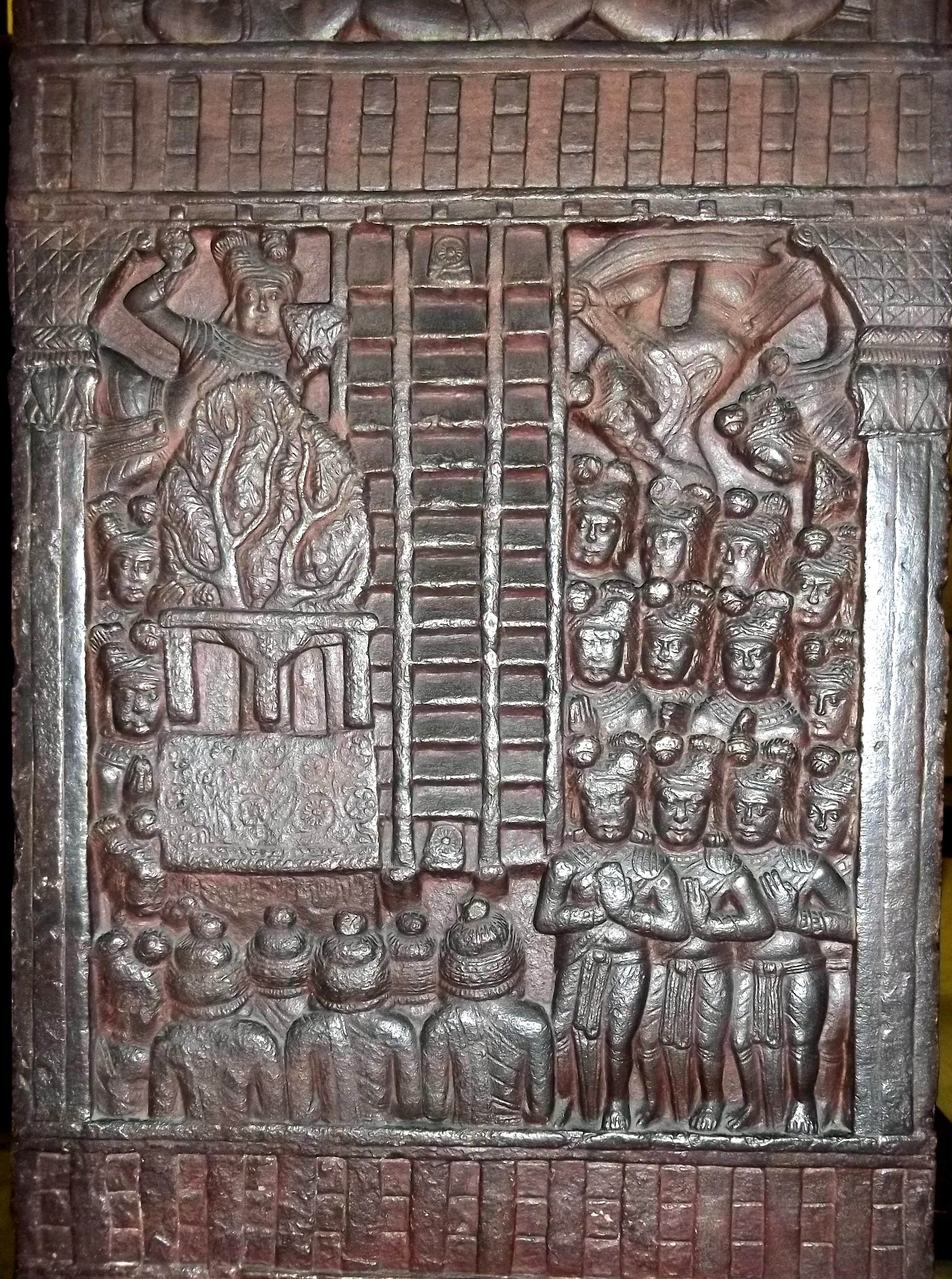
Descenso de Buda en Sankissa (Bharhut, siglo II a. C.)
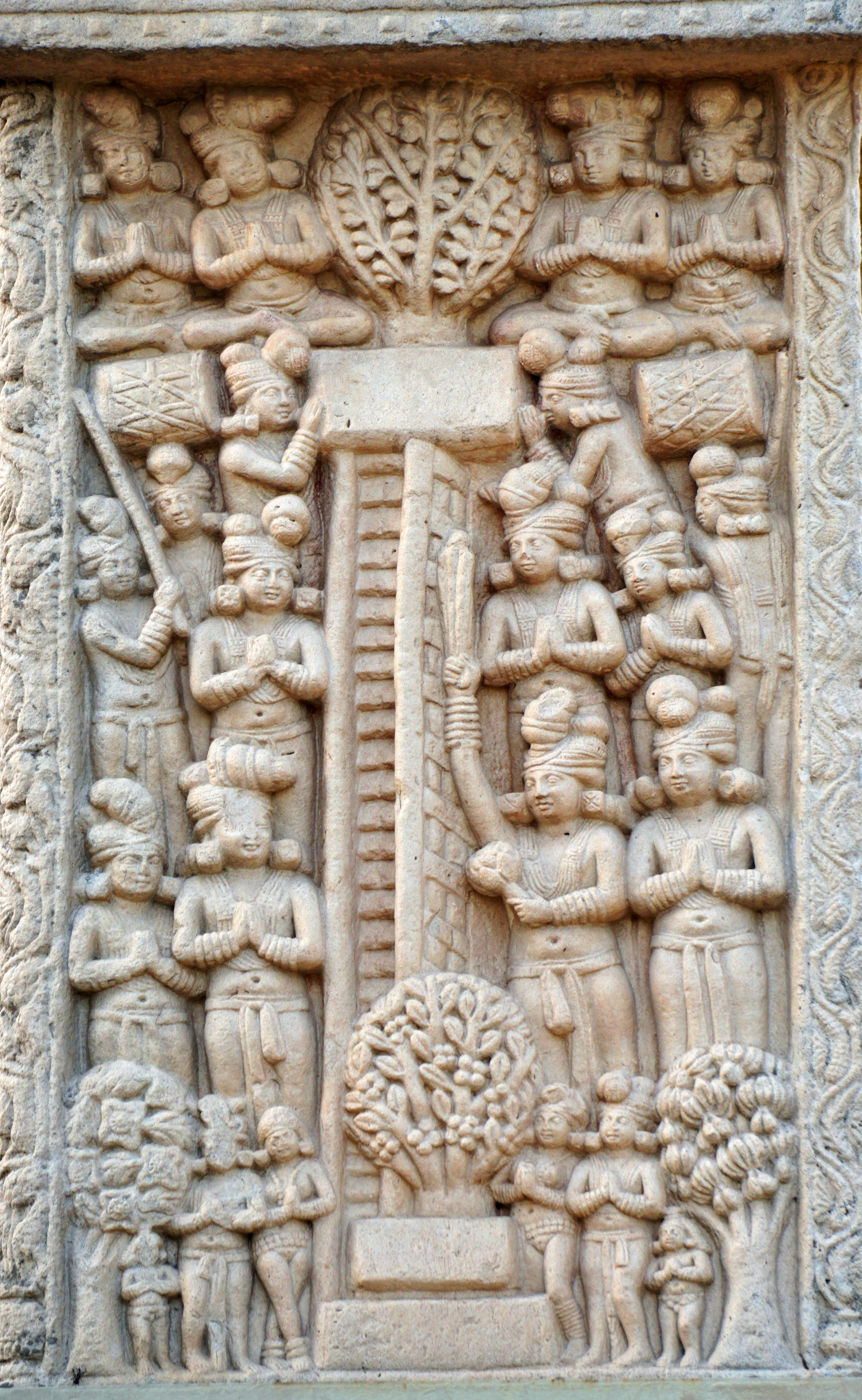
Descenso de Buda en Sankissa (Sanchi, siglo I).
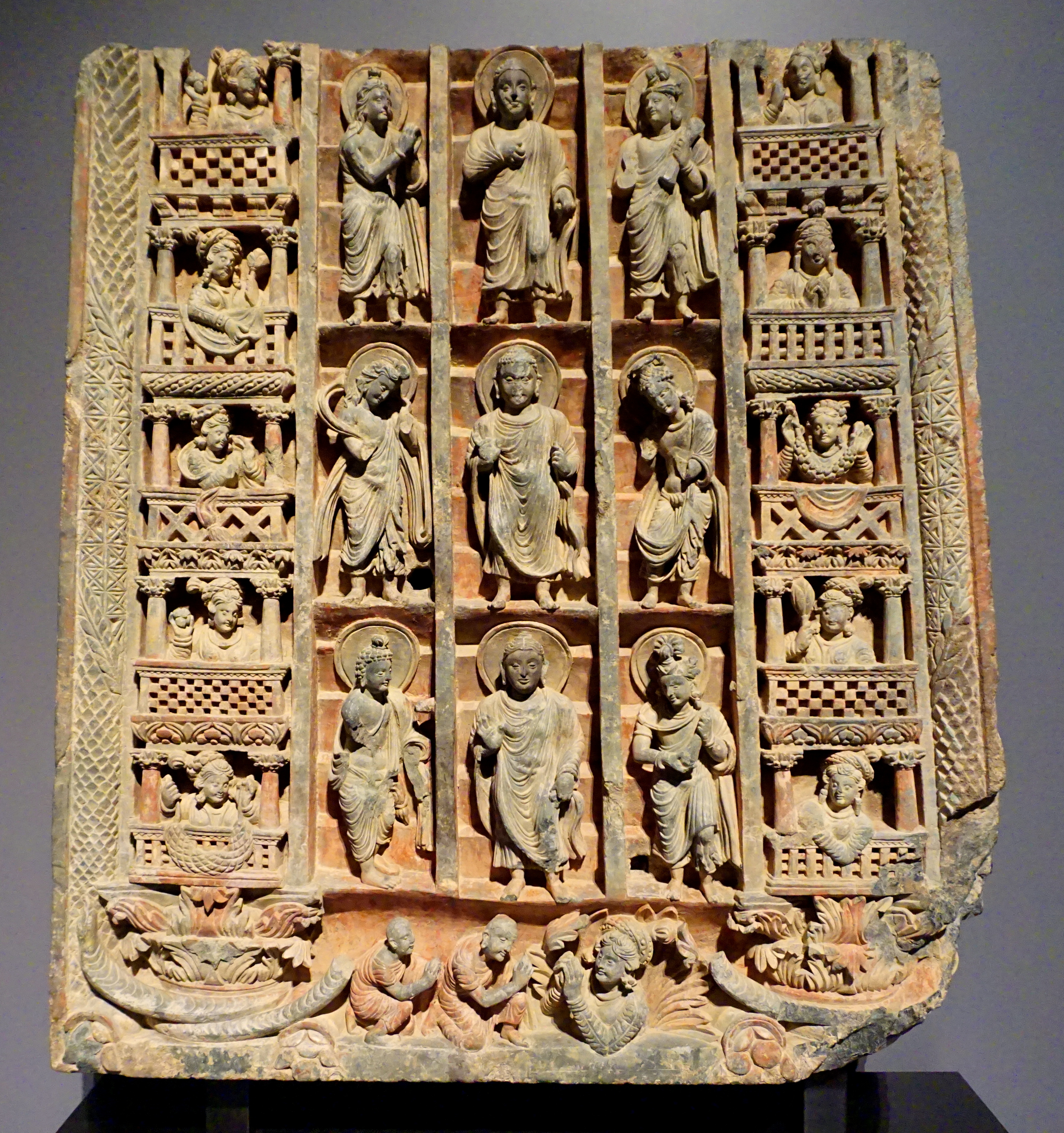
En el arte greco-budista (Gandhara, siglo II.
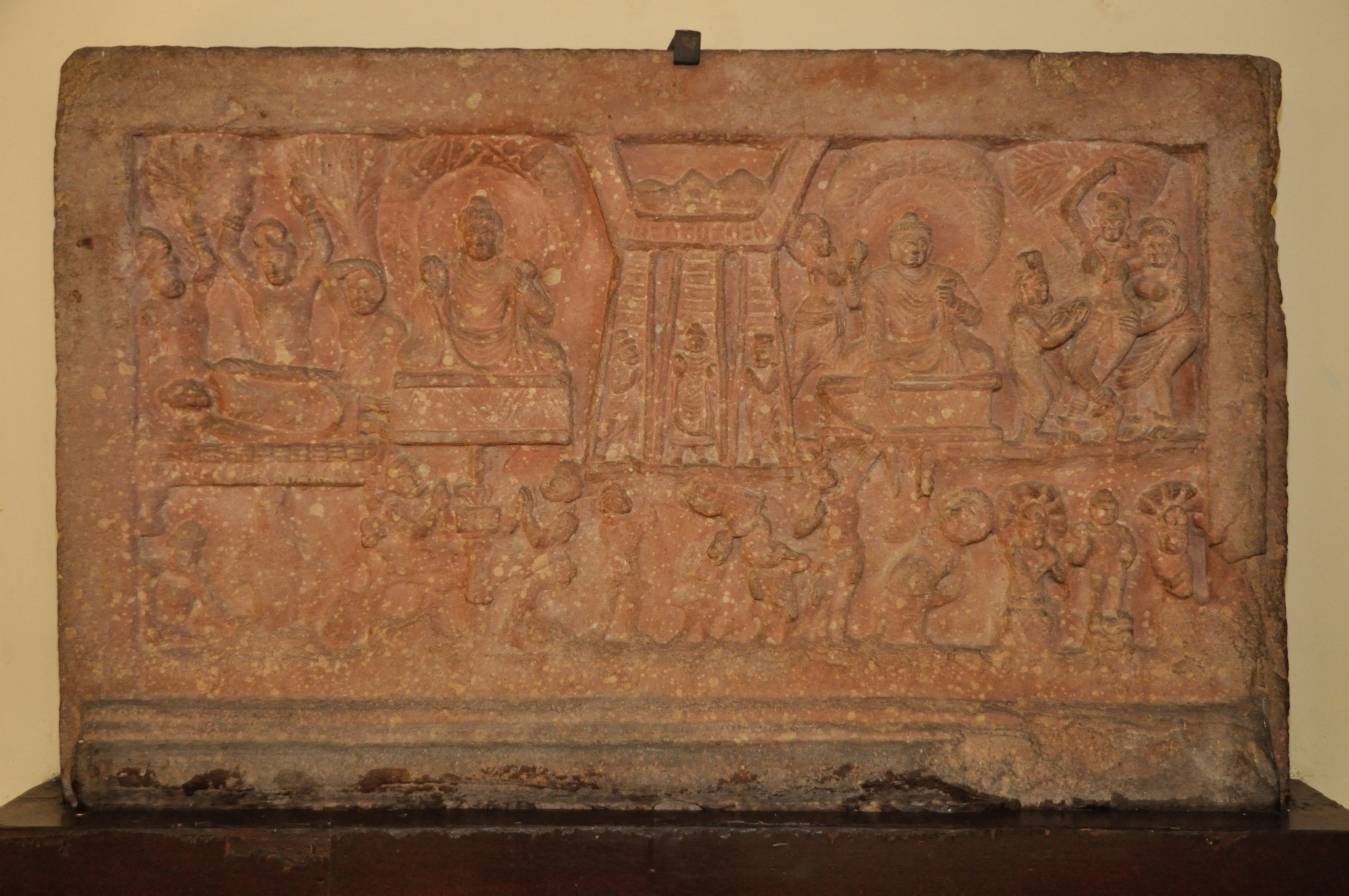
En el arte de Mathura, SII.